# Occupazione greca di Smirne
L'occupazione di Smirne (in turco İzmir'in İşgali) fu il controllo militare delle forze greche della città di Smirne e delle aree circostanti dal 15 maggio 1919 al 9 settembre 1922. Le potenze alleate autorizzarono l'occupazione e la creazione della Zona di Smirne (in greco Ζώνη Σμύρνης?, Zóni Smýrnis) durante i negoziati riguardanti la spartizione dell'Impero Ottomano per proteggere la popolazione di etnia greca che viveva dentro e intorno alla città. Lo sbarco greco del 15 maggio 1919 fu celebrato dalla consistente popolazione greca locale, ma portò rapidamente alla violenza etnica nell'area. Questa violenza fece diminuire il sostegno internazionale all'occupazione e determinò un aumento del nazionalismo turco.
L'Alto Commissario di Smirne, Aristeidis Stergiadis, assunse una ferma posizione contro la discriminazione nei confronti della popolazione turca da parte dell'amministrazione; tuttavia, le tensioni etniche e la discriminazione continuarono. Stergiadis iniziò anche a lavorare su progetti che coinvolgevano il reinsediamento di rifugiati greci, le fondazioni per un'università e alcuni progetti di salute pubblica. Smirne fu una delle principali basi delle operazioni per le truppe greche in Anatolia durante la guerra greco-turca (1919-1922).
L'occupazione greca di Smirne terminò il 9 settembre 1922 con la conquista turca di Smirne da parte delle truppe comandate da Mustafa Kemal Atatürk. Dopo l'avanzata turca su Smirne, una folla uccise il vescovo ortodosso Chrysostomos di Smirne e pochi giorni dopo il grande incendio di Smirne bruciò gran parte della città (compresa la maggior parte delle aree greche e armene). Le morti stimate di greci e armeni vanno dai 10000 a 100000. Con la fine dell'occupazione di Smirne, i principali combattimenti in Anatolia tra le forze greche e turche terminarono in gran parte e il 24 luglio 1923 le parti firmarono il Trattato di Losanna che pose fine alla guerra.

## Antefatti

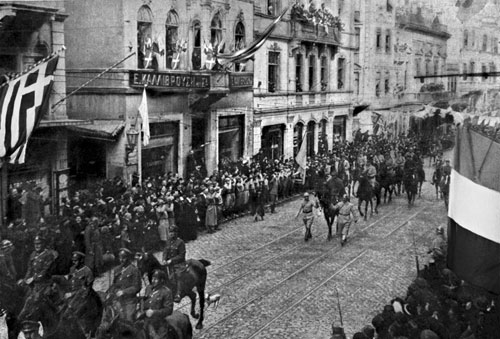
Truppe alleate in marcia durante l'occupazione di Costantinopoli.

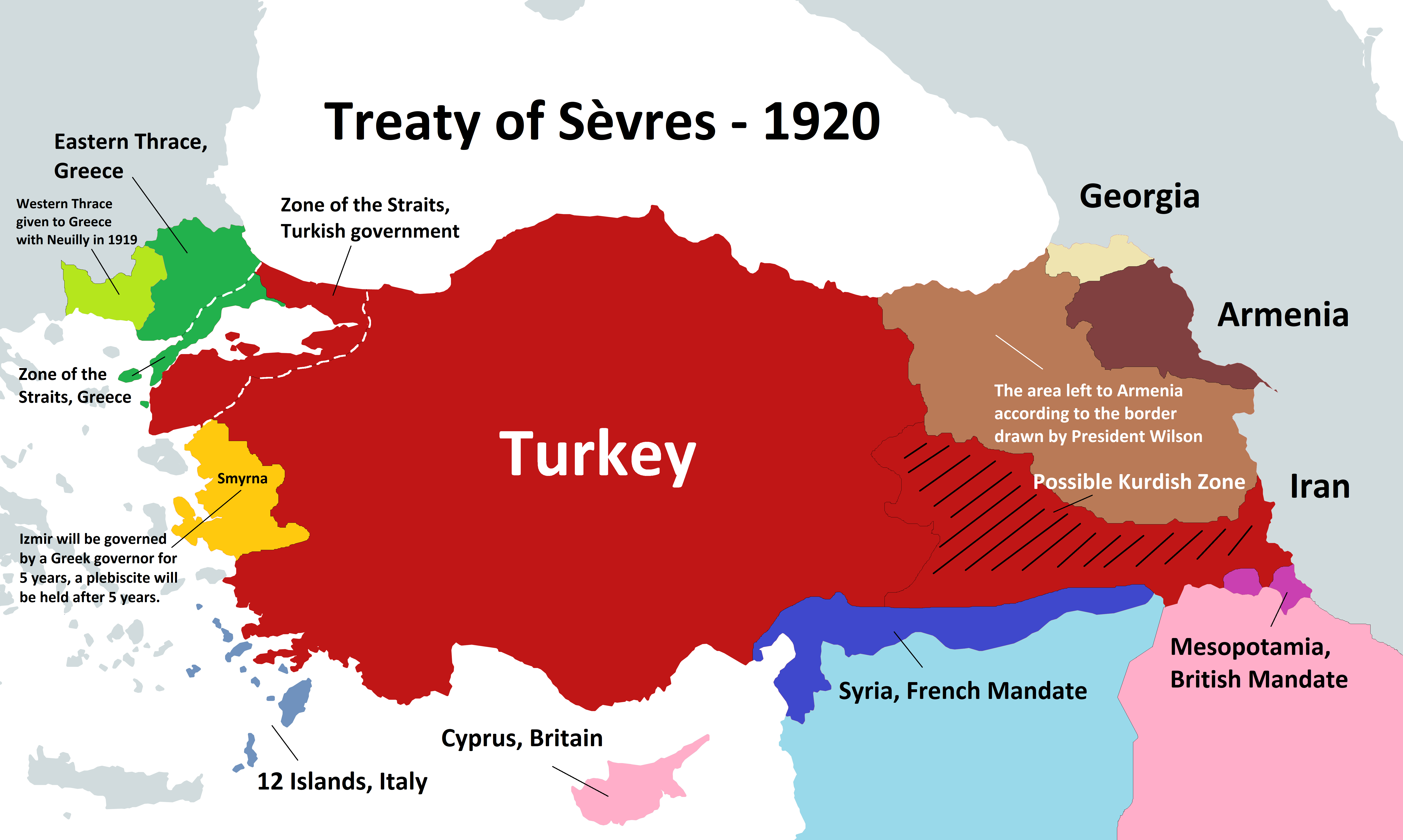
Spartizione dell'Impero Ottomano secondo il Trattato di Sèvres.

Alla fine della prima guerra mondiale (1914-1918), l'attenzione delle potenze alleate (potenze dell'Intesa) si concentrò sulla spartizione del territorio dell'Impero Ottomano. Come parte del Trattato di Londra (1915), con il quale l'Italia lasciò la Triplice Alleanza (con Germania e Austria-Ungheria) e si unì a Francia, Gran Bretagna e Russia nella Triplice Intesa, fu promesso all'Italia il Dodecaneso e, nel caso fosse avvenuta l'effettiva spartizione del l'Impero Ottomano, i territori in Anatolia inclusa Adalia e le province circostanti presumibilmente inclusa Smirne. Tuttavia alla fine del 1915, come incentivo ad entrare in guerra, il ministro degli esteri britannico Edward Gray in una discussione privata con Eleftherios Venizelos, il primo ministro greco dell'epoca, promise ampie parti della costa anatolica alla Grecia, inclusa Smirne. Venizelos si dimise dalla sua posizione poco dopo da questa comunicazione, ma quando ritornò formalmente al potere nel giugno 1917, la Grecia entrò in guerra dalla parte dell'Intesa.
Il 30 ottobre 1918, le potenze dell'Intesa e l'Impero Ottomano firmarono l'armistizio di Mudros ponendo fine al fronte ottomano della prima guerra mondiale. Gran Bretagna, Grecia, Italia, Francia e Stati Uniti iniziarono a discutere su quali sarebbero state le disposizioni del trattato riguardanti la spartizione del territorio ottomano. I negoziati sfociarono nel Trattato di Sèvres. Questi negoziati iniziarono nel febbraio 1919 e ogni paese aveva preferenze negoziali distinte su Smirne. I francesi, che avevano grandi investimenti nella regione, presero una posizione per l'integrità territoriale di uno stato turco che avrebbe compreso la zona di Smirne. Gli inglesi erano ai ferri corti sulla questione con l'Ufficio della Guerra e l'India Office che promuovevano l'idea dell'integrità territoriale e sia il primo ministro David Lloyd George che il Foreign Office, guidato da Lord Curzon, si opposero a tale suggerimento, volendo Smirne sotto un'amministrazione separata. La posizione italiana era che Smirne rientrasse nel suo possesso. Di conseguenza i diplomatici si sarebbero rifiutati di fare commenti quando si discuteva dell'eventuale controllo greco sulla zona. Il governo greco, perseguendo il sostegno di Venizelos all'idea Megali (per portare le aree con una popolazione greca a maggioranza o con legami storici o religiosi in Grecia sotto il controllo dello stato greco) e sostenuto da Lloyd George, iniziò un grande sforzo di propaganda per promuovere la propria rivendicazione di Smirne, inclusa l'istituzione di una missione sotto il ministro degli esteri nella città. Inoltre, la rivendicazione greca sull'area di Smirne (che sembrava avere una netta maggioranza greca, sebbene le percentuali esatte variavano a seconda della fonte) erano sostenute dai Quattordici punti di Woodrow Wilson che enfatizzavano il diritto allo sviluppo autonomo per le minoranze in Anatolia. Nei negoziati, nonostante le obiezioni francesi e italiane, a metà febbraio 1919 Lloyd George spostò la discussione sulle funzioni dell'amministrazione greca e non se sarebbe sopraggiunta l'amministrazione greca. Per promuovere questo obiettivo, portò una serie di esperti, tra cui Arnold J. Toynbee, per discutere sul funzionamento della zona di Smirne e quali impatti ci sarebbero stati sulla popolazione. A seguito di questa discussione, alla fine di febbraio 1919, Venezilos nominò Aristeidis Stergiadis, uno stretto alleato politico, come Alto Commissario di Smirne.
Nell'aprile 1919, gli italiani sbarcarono e presero il controllo di Adalia e iniziarono a mostrare segni di spostamento delle truppe verso Smirne. Durante i negoziati, più o meno nello stesso periodo, la delegazione italiana si ritirò quando divenne chiaro che Fiume (Rijeka) non sarebbe stata data a loro nelle trattative di pace. Lloyd George vide l'opportunità di rompere l'impasse su Smirne con l'assenza della delegazione italiana e, secondo Jensen, "inventò un rapporto secondo cui una rivolta armata dei guerriglieri turchi nell'area di Smirne stava seriamente mettendo in pericolo la Grecia e le altre minoranze cristiane." Sia per proteggere i cristiani locali sia per limitare la crescente azione italiana in Anatolia, il primo ministro francese Georges Clemenceau e il presidente degli Stati Uniti Woodrow Wilson sostennero un'occupazione militare greca di Smirne. Sebbene Smirne sarebbe stata occupata dalle truppe greche e autorizzate dagli alleati, gli alleati non erano d'accordo sul fatto che la Grecia avrebbe preso la sovranità sul territorio fino a quando ulteriori negoziati non avrebbero risolto la questione. La delegazione italiana acconsentì a questa conclusione e l'occupazione greca fu autorizzata.

## Sbarco greco a Smirne

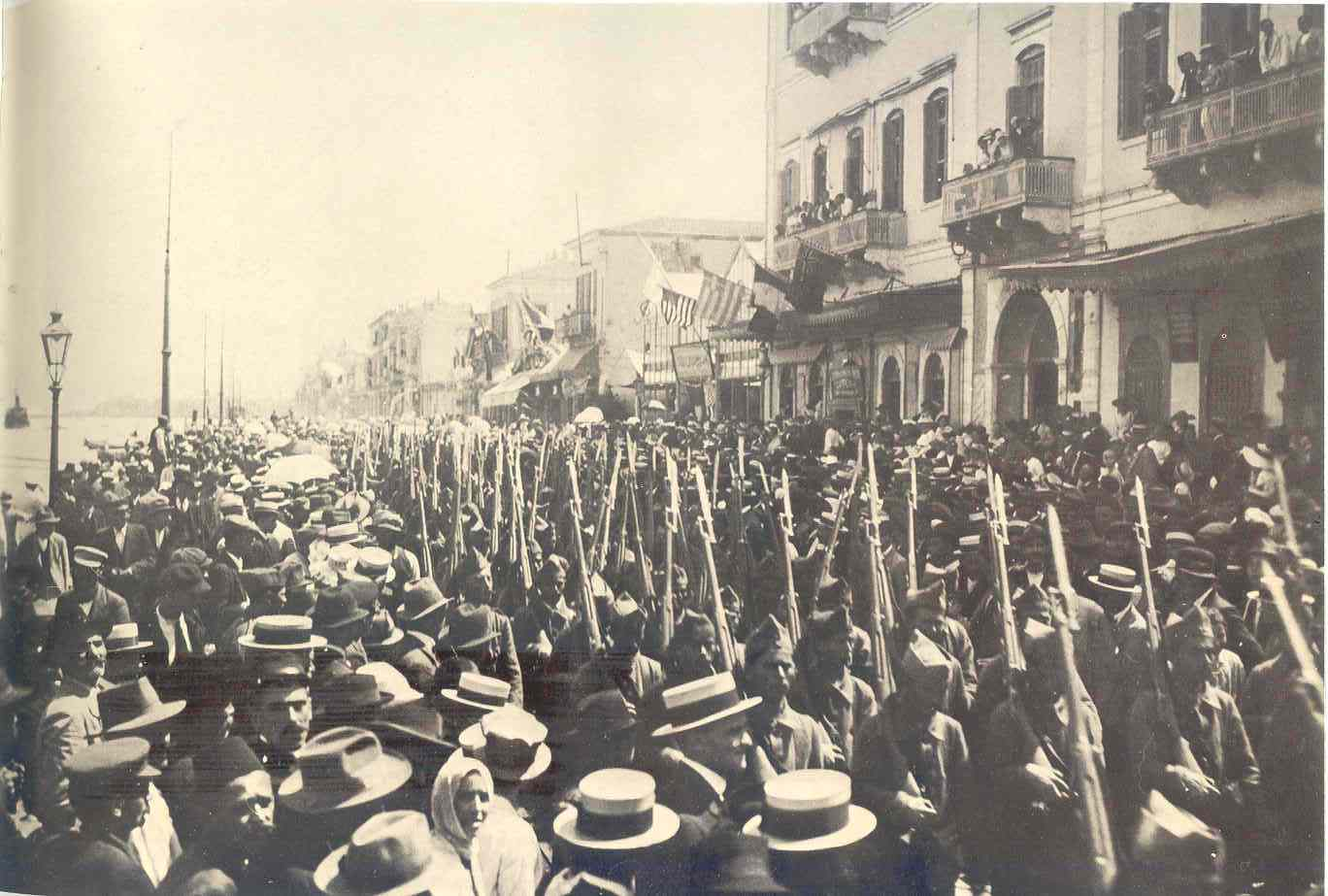
Truppe greche in marcia sulla strada costiera di Smirne, maggio 1919.

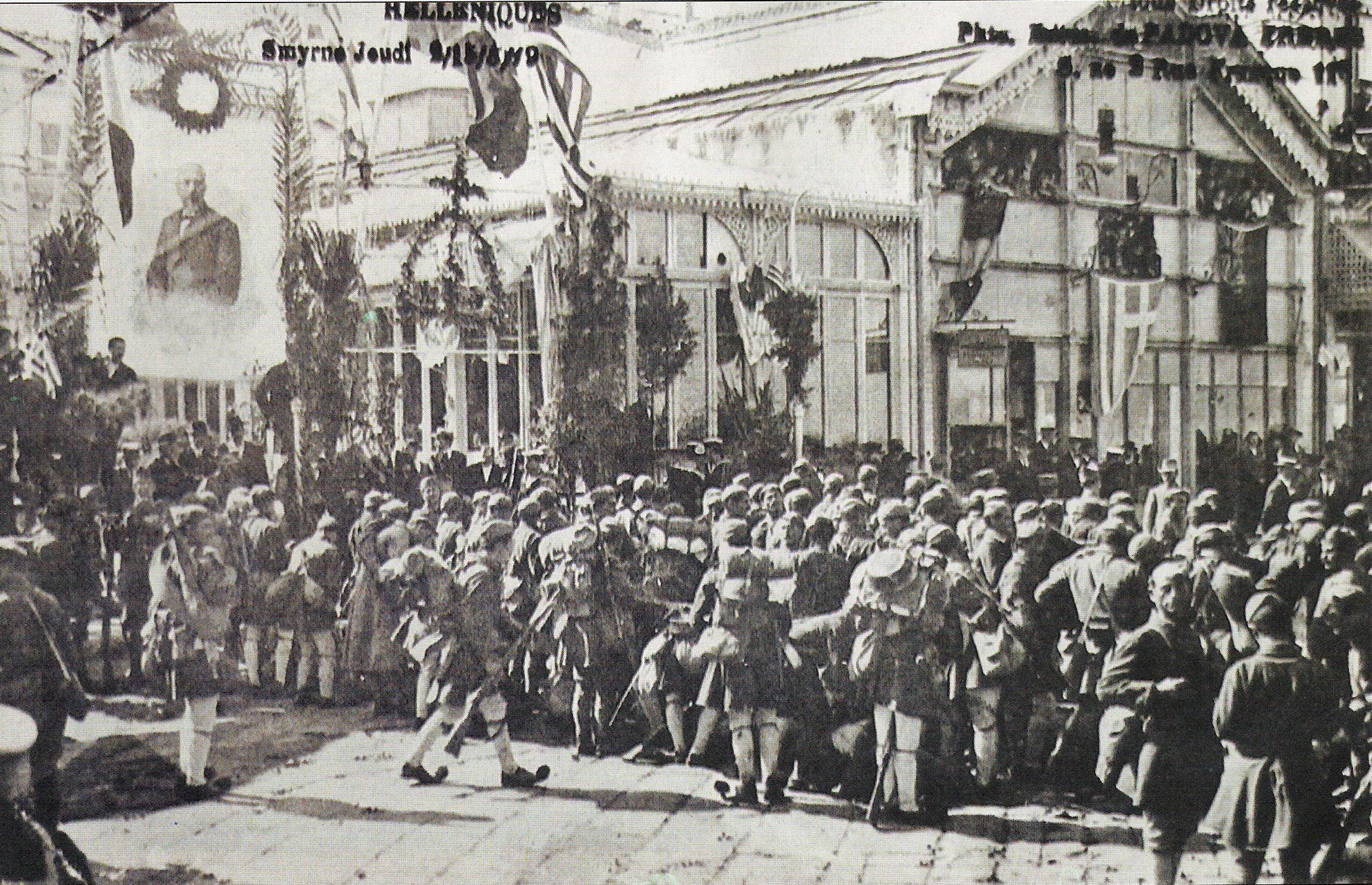
Soldati greci che prendono i loro posti, maggio 1919.

Il 14 maggio 1919, la missione greca a Smirne lesse una dichiarazione in cui annunciava che le truppe greche sarebbero arrivate il giorno successivo in città. Smith riferisce che questa notizia è stata "accolta con grande emozione" dalla popolazione greca della città mentre migliaia di residenti turchi si radunarono quella notte sulla collina accendendo fuochi e suonando tamburi in segno di protesta. La stessa notte, migliaia di prigionieri turchi furono rilasciati da un carcere con la complicità dei comandanti ottomani e italiani incaricati del carcere.
L'occupazione greca di Smirne iniziò il 15 maggio 1919, dove una grande folla si radunò sventolando le bandiere del regno greco sui moli dove si prevedeva l'arrivo delle truppe greche. Il metropolita di Smirne, Chrysostomos, benedì le prime truppe al loro arrivo. All'incarico dell'operazione vi era un colonnello inesperto e né l'alto commissario nominato né militari di alto rango erano presenti per lo sbarco, con conseguenti problemi di comunicazione e interruzione della disciplina. Più significativamente, ciò portò l'1/38 del reggimento Euzone ad atterrare a nord rispetto al luogo nel quale dovevano prendere il loro posto. Dovettero marciare verso sud, superando gran parte della folla celebrativa greca, il konak del governatore ottomano e le caserme delle truppe ottomane. Qualcuno sparò un colpo (Smith indica che nessuno sa chi) provocando il caos, con le truppe greche che spararono più colpi nel konak e nelle caserme. Le truppe ottomane si arresero e il reggimento greco iniziò a farle marciare lungo la costa verso una nave che fungesse da prigione temporanea. Un suddito britannico sulla scena affermò di aver assistito alla morte di trenta prigionieri disarmati durante questa marcia, sia da parte dei greci in mezzo alla folla che delle truppe greche. Gli ufficiali britannici nel porto riferirono di aver visto le truppe greche lanci di attacchi a baionetta di diversi prigionieri turchi durante la marcia e poi di averli visti gettati in mare. Nel caos iniziò il saccheggio delle case turche e alla fine della giornata da tre a quattrocento turchi rimasero uccisi. Furono uccisi anche cento greci, compresi due soldati. La violenza continuò il giorno successivo e per i mesi successivi quando le truppe greche presero il controllo delle città e dei villaggi nella regione. Le atrocità furono commesse da entrambi i gruppi etnici, in particolare nella battaglia di Aydin il 27 giugno 1919.

### Reazioni all'occupazione

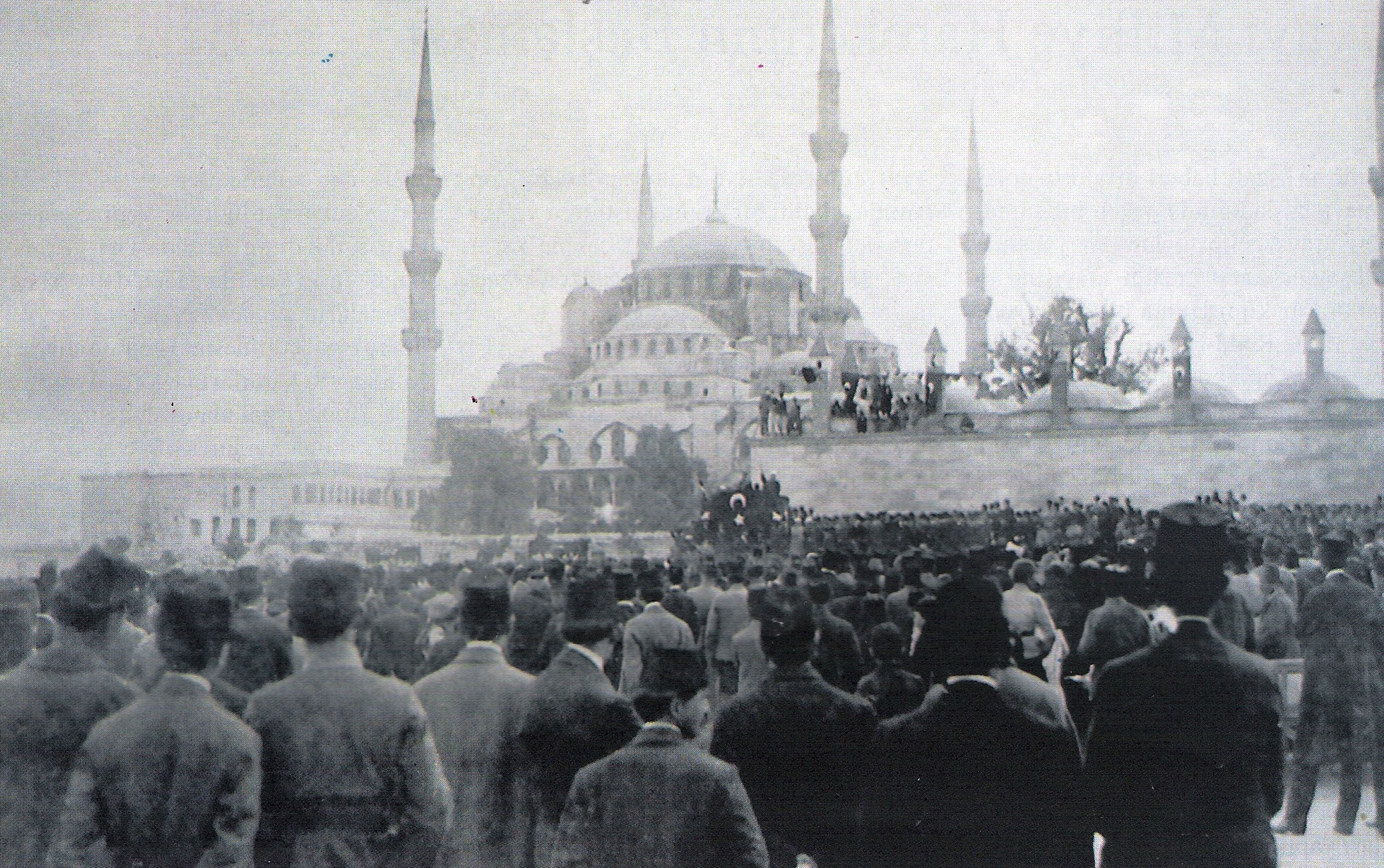
I turchi manifestano a Istanbul per l'unità nazionale.

Lo sbarco e le notizie sulle violenze ebbero un grande impatto su molte parti. Lo sbarco contribuì a riunire i vari gruppi di resistenza turca in un movimento organizzato (ulteriormente assistito dallo sbarco di Mustafa Kemal a Samsun il 19 maggio 1919). Diverse manifestazioni del popolo turco si svolsero a Costantinopoli condannando l'occupazione di Smirne. Si radunarono tra le 100000 e le 150000 persone in un incontro in piazza Sultanahmet organizzato dalla Karakol Cemiyeti e Türk Ocağı. In Gran Bretagna e Francia, le notizie delle violenze aumentarono l'opposizione dei governi a un controllo greco permanente sull'area.
In risposta alle accuse di violenza, il primo ministro francese Clemenceau suggerì una commissione d'inchiesta inter-alleata a Smirne: la commissione era composta dall'ammiraglio Mark Lambert Bristol per gli Stati Uniti, dal generale Bunoust per la Francia, dal generale Hare per l'Inghilterra, dal generale Dallolio per l'Italia e, da un osservatore senza diritto di voto, il colonnello Mazarakis per la Grecia. Entrò in funzione nell'agosto 1919, intervistò 175 testimoni e visitò una moltitudine di sedi di presunte atrocità. La decisione raggiunta fu che quando un testimone greco e un testimone turco non erano d'accordo, sarebbe stato utilizzato un testimone europeo per fornire le conclusioni del rapporto. Questo sistema fu respinto da Venizelos perché affermava che gli europei che vivevano a Smirne beneficiavano dei privilegi concessi sotto il dominio ottomano e che quindi risultavano contrari al dominio greco. Il rapporto venne rilasciato ai negoziatori in ottobre e ritenne in via generale i greci responsabili dello spargimento di sangue relativo allo sbarco e alle violenze in tutta la zona di Smirne successivo allo sbarco. Inoltre, le conclusioni mettevano in dubbio la giustificazione fondamentale dell'occupazione greca e suggerivano che le truppe greche fossero sostituite da una forza alleata. Eyre Crowe, uno dei principali diplomatici britannici, respinse la conclusione più ampia affermando che la Commissione aveva oltrepassato il suo mandato. Nei negoziati successivi alla relazione, Clemenceau ricordò a Venizelos che l'occupazione di Smirne non era permanente ma solo una soluzione politica. Venizelos rispose con rabbia e i negoziatori andarono avanti.
Più o meno nello stesso periodo, il feldmaresciallo britannico George Milne fu incaricato dagli alleati di escogitare una soluzione alla tensione italiana e greca nella valle del fiume Meandro. Milne avvertì nel suo rapporto che l'azione di guerriglia turca sarebbe continuata fintanto che i greci avrebbero continuato ad occupare Smirne e messo in dubbio la giustificazione dell'occupazione greca. Ancora più importante, il suo rapporto sviluppò un confine che avrebbe separato la zona di Smirne dal resto dell'Anatolia. Il consiglio di Gran Bretagna, Francia, Stati Uniti e Italia approvarono la linea Milne oltre la quale le truppe greche non dovevano attraversare, se non per inseguire gli attaccanti ma a non più di 3 km oltre la linea.

## Amministrazione della zona di Smirne (1919-1922)

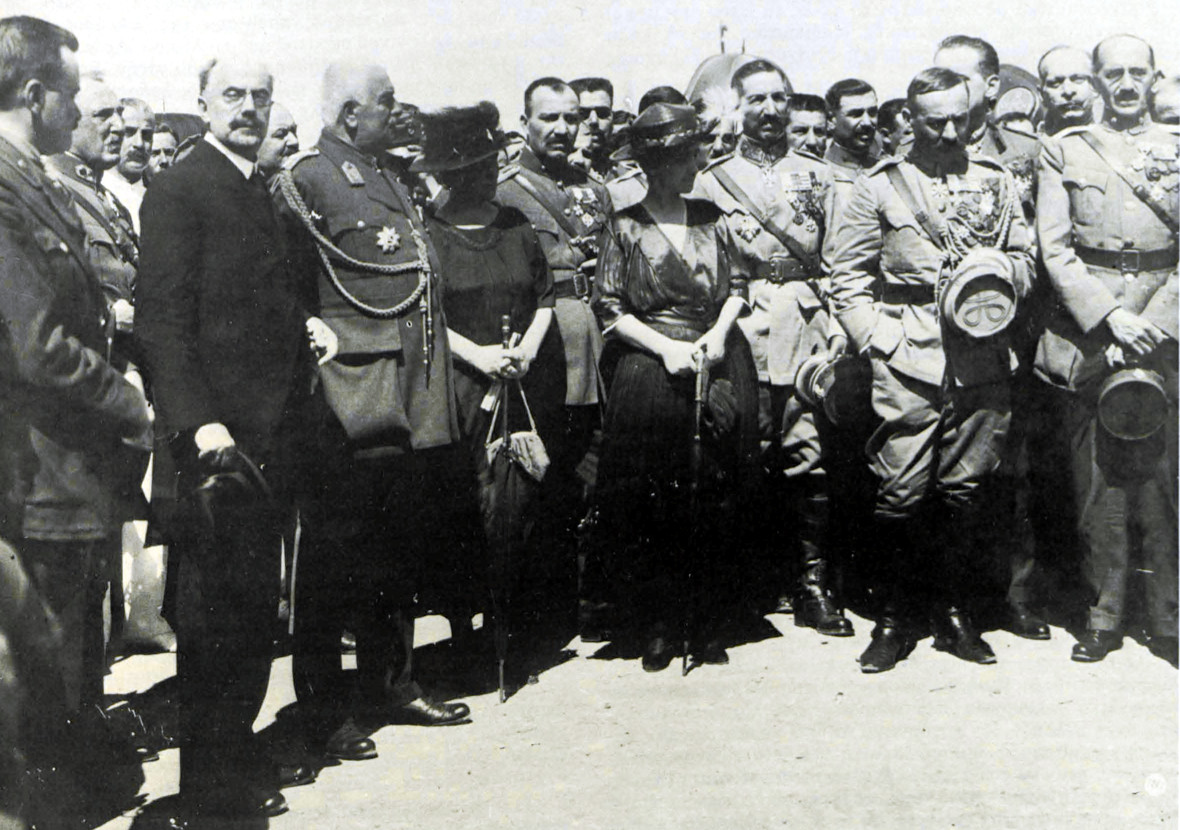
La leadership greca nell'ottobre 1920: l'Alto Commissario Aristeidis Stergiadis, Lt.Gen. Leonidas Paraskevopoulos e il suo capo del personale, il Mag. Gen. Theodoros Pangalos.

### Alto Commissario
Aristeidis Stergiadis fu nominato Alto Commissario di Smirne a febbraio ed arrivò in città quattro giorni dopo lo sbarco del 15 maggio. Stergiadis iniziò immediatamente a lavorare per creare un'amministrazione, alleviare la violenza etnica e aprire il posto all'annessione permanente di Smirne. Stergiadis punì immediatamente i soldati greci responsabili delle violenze il 15-16 maggio con la corte marziale e istituì una commissione per decidere sul pagamento delle vittime (composta da rappresentanti di Gran Bretagna, Francia, Italia e altri alleati). Stergiadis assunse una posizione rigorosa contro la discriminazione della popolazione turca e si oppose in diverse occasioni ai capi della chiesa e alla popolazione greca locale. Gli storici non sono d'accordo sul fatto che questa fosse una posizione genuina contro le discriminazioni o se fosse un tentativo di presentare una visione positiva dell'occupazione nei confronti degli alleati.
Questa posizione contro la discriminazione della popolazione turca contrappose spesso Stergiadis alla popolazione greca locale, alla chiesa e all'esercito. Secondo quanto riferito, avrebbe portato un bastone attraverso la città con cui avrebbe picchiato i greci che abusavano dei cittadini turchi. Ad un certo punto Stergiadis avrebbe interrotto e concluso una predica del vescovo Chrysostomos che riteneva incendiaria. Le truppe avrebbero disobbedito ai suoi ordini di non abusare della popolazione turca spesso mettendolo in conflitto con i militari. Il 14 luglio 1919, il ministro degli esteri facente funzione inviò un lungo telegrafo critico a Venizelos suggerendo che Stergiadis fosse rimosso e scrivendo che "Il suo malato nevroticismo ha raggiunto il culmine". Venizelos continuò a sostenere Stergiadis nonostante questa opposizione, mentre quest'ultimo supervisionò una serie di progetti che pianificavano un'amministrazione greca permanente di Smirne.

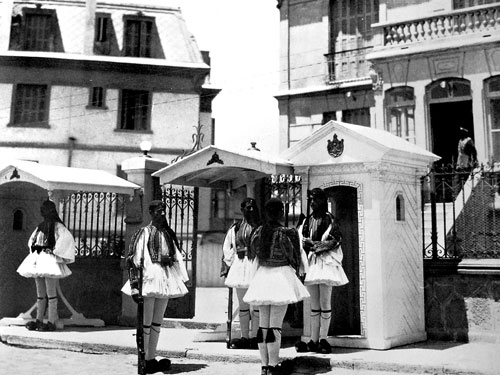
Euzoni davanti al quartier generale dell'Alto Commissario.

### Struttura dell'amministrazione
L'edificio del consolato greco divenne il centro del governo. Poiché la sovranità ottomana non fu sostituita con l'occupazione, la loro struttura amministrativa continuò ad esistere, e Stergiadis sostituì semplicemente le posizioni di alto livello con i greci (ad eccezione del posto per gli affari musulmani) mentre i funzionari turchi rimasero in posizioni basse. Furono necessari passi urgenti per l'organizzazione di un'amministrazione locale non appena l'esercito greco si assicurò il controllo della regione. Un ostacolo significativo durante il primo periodo dell'amministrazione greca fu l'assenza di una chiara definizione del mandato greco. In questo contesto, la coesistenza delle autorità inter-alleate, le cui funzioni spesso si sovrapponevano a quelle delle autorità greche, provocò una serie di incomprensioni e attriti tra le due parti. Questa situazione si realizzò dopo una decisione del Consiglio supremo alleato relativo a tutti i movimenti dell'esercito greco che dovevano essere approvati dal feldmaresciallo George Milne.
L'amministrazione della zona di Smirne fu organizzata in unità in gran parte basate sull'ex sistema ottomano. A parte la kaza di Smirne e l'area adiacente di Ayasoluk che erano sotto il controllo diretto dell'Alto Commissariato di Smirne, la zona rimanente era divisa in una provincia (in greco Νομαρχία?, Nomarchia): quella di Manisa, così come le seguenti contee (in greco Υποδιοικήσεις?. Ypodioikiseis): Ödemiş, Thira, Bayındır (Vaindirion), Nympheon, Krini, Karaburna, Sivrihisar, Vryula, Palea Focea, Menemen, Kasaba, Bergama e Ayvali.

### Rimpatrio dei rifugiati
Il rimpatrio dei greci dell'Asia Minore che avevano cercato rifugio nel Regno di Grecia a seguito delle deportazioni e delle persecuzioni da parte delle autorità ottomane, assunse la massima priorità, già dal maggio 1919. Le autorità greche volevano evitare una situazione in cui i rifugiati sarebbero tornati senza una necessaria supervisione e pianificazione. A tal fine, venne creato un dipartimento speciale all'interno dell'Alto Commissariato.
Un'indagine condotta dal dipartimento per i rifugiati indicò che più di 150 città e villaggi lungo la zona costiera (da Edremit a Söke) erano stati distrutti durante la prima guerra mondiale. Soprattutto dalle 45000 case appartenenti ai greci locali, 18000 erano state parzialmente danneggiate, mentre 23000 erano completamente distrutto.
In generale il periodo dell'amministrazione greca conobbe un continuo movimento di popolazioni di rifugiati aiutate da istituzioni caritative come la Croce Rossa e l'"Istituzione patriottica"(in greco Πατριωτικό Ίδρυμα?). In totale, 100000 greci che avevano perso la loro terra durante la prima guerra mondiale, molti a causa della discriminazione ottomana, furono reinsediati sotto Stergiadis, con generosi crediti e con l'accesso agli attrezzi agricoli.

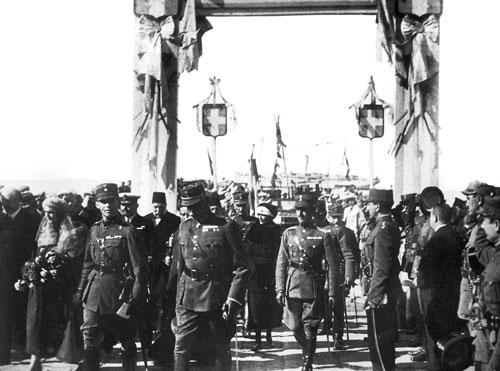
Arrivo del principe ereditario Georgio, 1921

### Affari musulmani
In seguito al Trattato di Sèvres, tutte le sezioni dell'amministrazione ottomana che si occupavano di questioni relative alla religione musulmana, all'istruzione e agli affari familiari furono organizzate dall'Alto Commissariato. In questo contesto fu istituita a Smirne una speciale scuola politecnica che ben presto operò con 210 studenti musulmani e con costi coperti dall'amministrazione greca.
Tuttavia, i sentimenti e il sospetto di matrice nazionalista continuarono a limitare gli impatti dell'amministrazione di Stergiadis. Il reinsediamento dei greci e il duro trattamento da parte dell'esercito e della popolazione greca locale portarono molti residenti turchi ad andarsene, creando un problema di rifugiati. La discriminazione da parte di giovani amministratori greci e dai membri militari contribuì ulteriormente all'ostilità turca nella zona di Smirne.

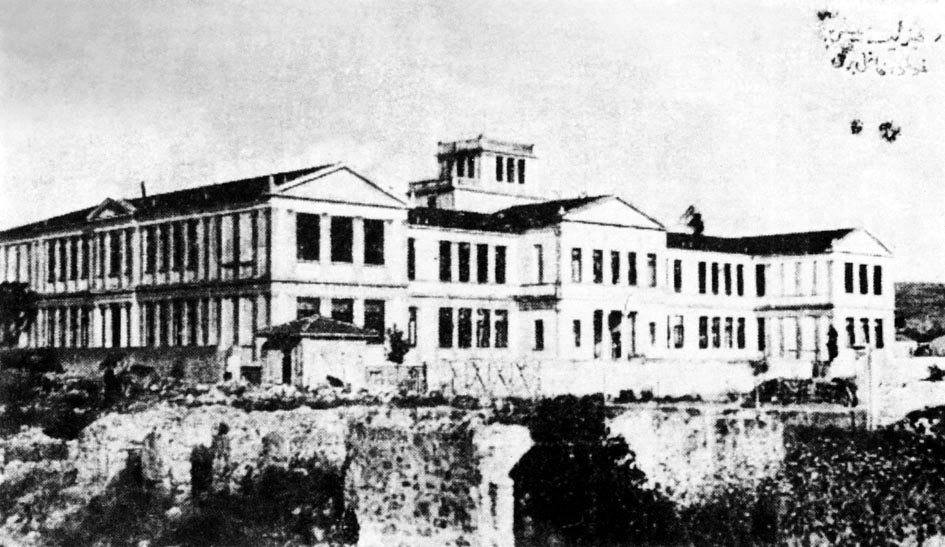
L'Università ionica di Smirne, è stata fondata nel dicembre 1920 e organizzata da Constantin Carathéodory.

### Scavi archeologici
Le missioni archeologiche in Asia Minore rivestirono un'importanza significativa per l'Alto Commissariato. Gli scavi si concentrarono sugli antichi insediamenti greci della zona, rinvenuti principalmente nei dintorni delle aree urbane, oltre che lungo la zona costiera. Gli scavi più importanti furono condotti durante il 1921-1922, dove furono portati alla luce importanti reperti nei siti ionici di Clazomene, Efeso e Nysa. Oltre alle antiche antichità greche, furono riportati alla luce anche monumenti bizantini, come la Basilica di San Giovanni il Teologo del VI secolo a Efeso. In generale, gli scavi intrapresi dall'amministrazione greca fornirono del materiale interessante sulla storia dell'arte greca antica e bizantina.

### Università
Un altro importante progetto intrapreso durante l'amministrazione greca fu l'istituzione e l'organizzazione dell'Università ionica di Smirne. Ideato originariamente dal primo ministro greco Eleftherios Venizelos, fu affidato al professor matematico tedesco-greco Constantin Carathéodory dell'Università di Göttingen, in qualità di capo della nuova università. Nell'estate del 1922, le sue strutture furono completate con un costo di 110000 lire turche. Queste ultime comprendevano 70 aule, un grande anfiteatro, alcuni laboratori e strutture separate più piccole per il personale dell'Università. Le varie scuole e dipartimenti dell'Università dovevano entrare in funzione in modo graduale. Inoltre, un laboratorio di microbiologia, l'istituto Pasteur locale e il dipartimento di salutedivennero i primi campi di insegnamento della nuova università.

## Sviluppi nella guerra greco-turca

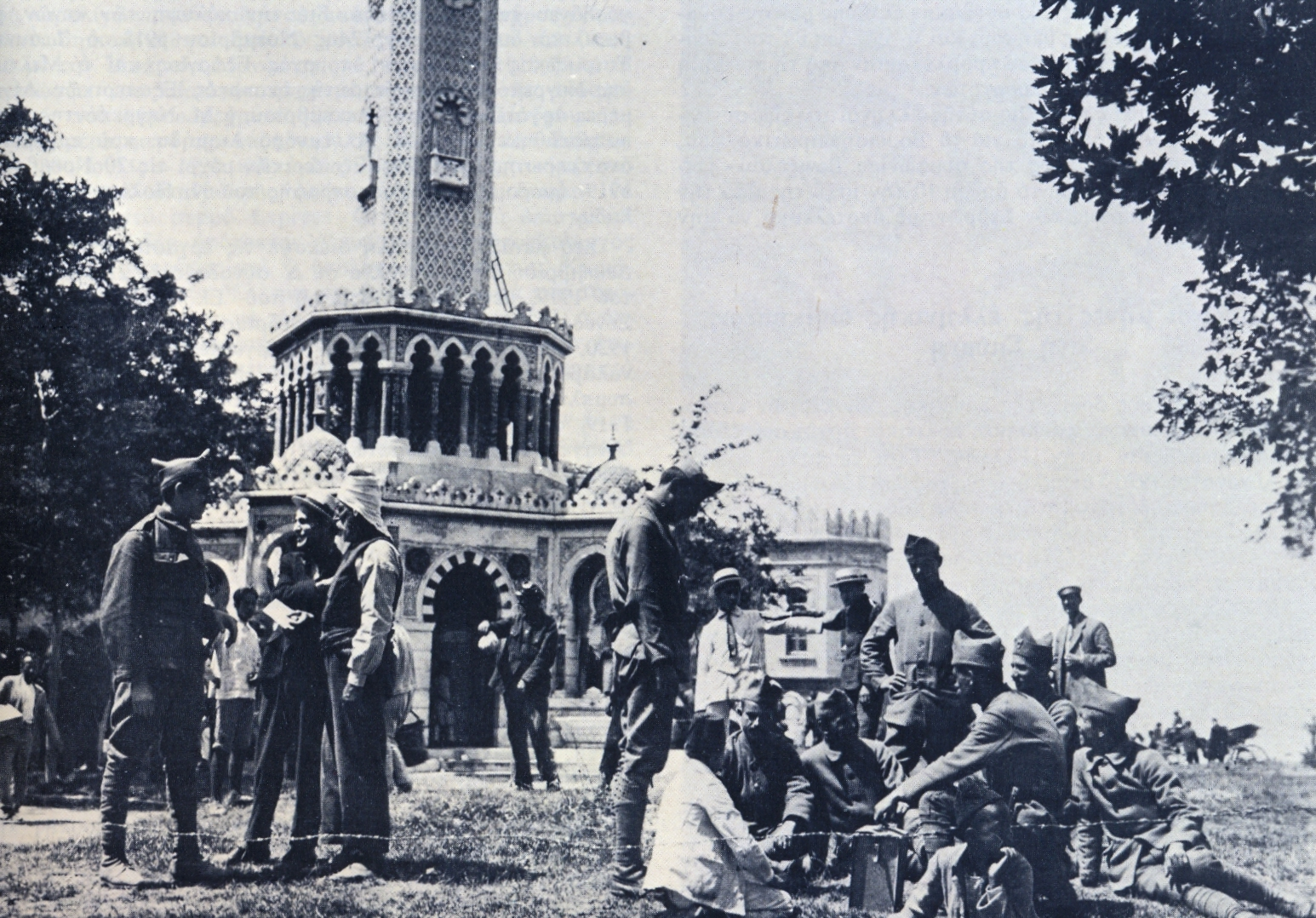
Soldati e civili greci presso la torre dell'orologio di Smirne, estate 1920.

Nel 1920, la zona di Smirne divenne una base chiave per l'offensiva estiva greca nella guerra greco-turca. All'inizio di luglio 1920, gli alleati approvarono le operazioni dei greci per conquistare la Tracia orientale e il territorio intorno a Smirne come parte delle ostilità in corso con il movimento nazionalista turco. Il 22 luglio 1920, le divisioni militari greche attraversarono la linea Milne intorno alla zona di Smirne e iniziarono le operazioni militari nel resto dell'Anatolia.

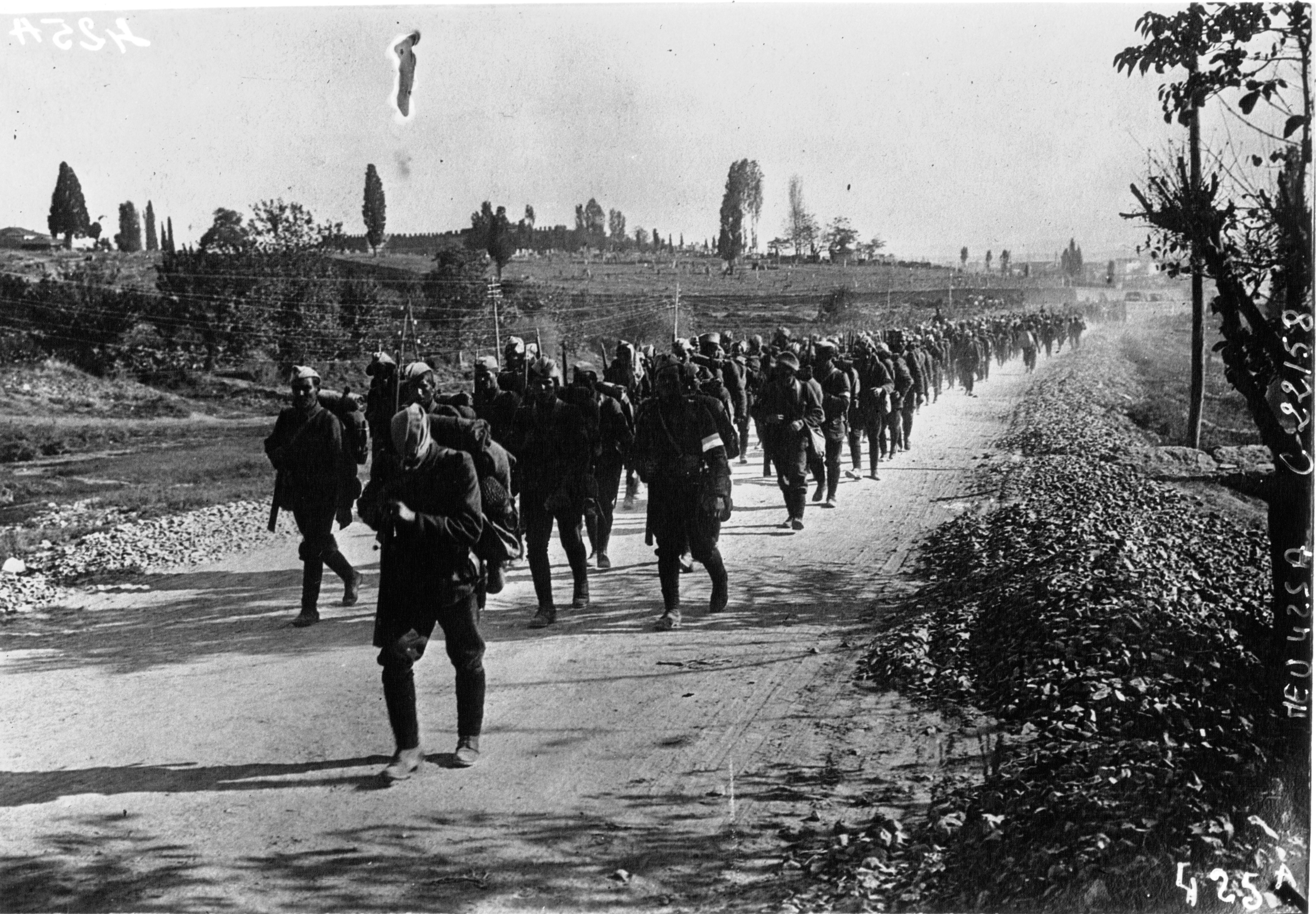
Soldati greci in ritirata, 1922

I negoziati internazionali tra gli alleati e l'amministrazione ottomana ignorarono in gran parte il crescente conflitto. All'inizio del 1920, Lloyd George riuscì a convincere il nuovo primo ministro francese, Alexandre Millerand, ad accettare il controllo greco di Smirne, ma sotto la sovranità turca. I negoziati furono ulteriormente affinati nell'aprile 1920 in una riunione delle parti a Sanremo che era stata progettata per discutere principalmente delle questioni relative alla Germania, ma a causa del crescente potere delle forze nazionaliste sotto Kemal, la discussione si spostò e si concentrò su Smirne. Le pressioni e le divisioni francesi all'interno del governo britannico portarono Lloyd George ad accettare un lasso di tempo di 5 anni per il controllo greco su Smirne e la questione a quel punto doveva essere decisa dalla Società delle Nazioni. Queste decisioni, ovvero quelle riguardanti un'amministrazione greca ma con una sovranità turca limitata e con un limite di 5 anni, furono annoverate nel testo del Trattato di Sèvres concordato il 10 agosto 1920. Poiché il trattato ignorava ampiamente l'ascesa delle forze nazionaliste e la tensione etnica nella zona di Smirne, Montgomery definì il trattato di Sèvres come "nato morto". Tuttavia, con la firma del Trattato di Sèvres, il vali ottomano Izzet Bey cedette a Stergiadis l'autorità su Smirne.
Nell'ottobre 1920 Venizelos perse la carica di primo ministro greco. I francesi e gli italiani usarono questa opportunità per rimuovere il loro sostegno e gli obblighi finanziari per l'occupazione di Smirne, lasciando di conseguenza gli inglesi come l'unica forza a sostenere l'occupazione greca. Smirne rimase una base operativa chiave per la guerra in corso e per tutto il resto del 1920 e del 1921, in particolare sotto il generale Georgios Hatzianestis.
Una perdita significativa nella battaglia del Sakarya nel settembre 1921 provocò una ritirata delle forze greche alle linee 1920. La conseguente ritirata portò massicce vittime civili e ad atrocità commesse dalle truppe greche e turche. Jensen riassume la violenza scrivendo che "la popolazione turca fu sottoposta a orribili atrocità da parte delle truppe in ritirata e delle folle cristiane civili che accompagnavano". La cavalleria turca che inseguiva non esitò in natura contro la popolazione cristiana; la strada da Uşak a Smirne era disseminata di cadaveri."

## Risvolti

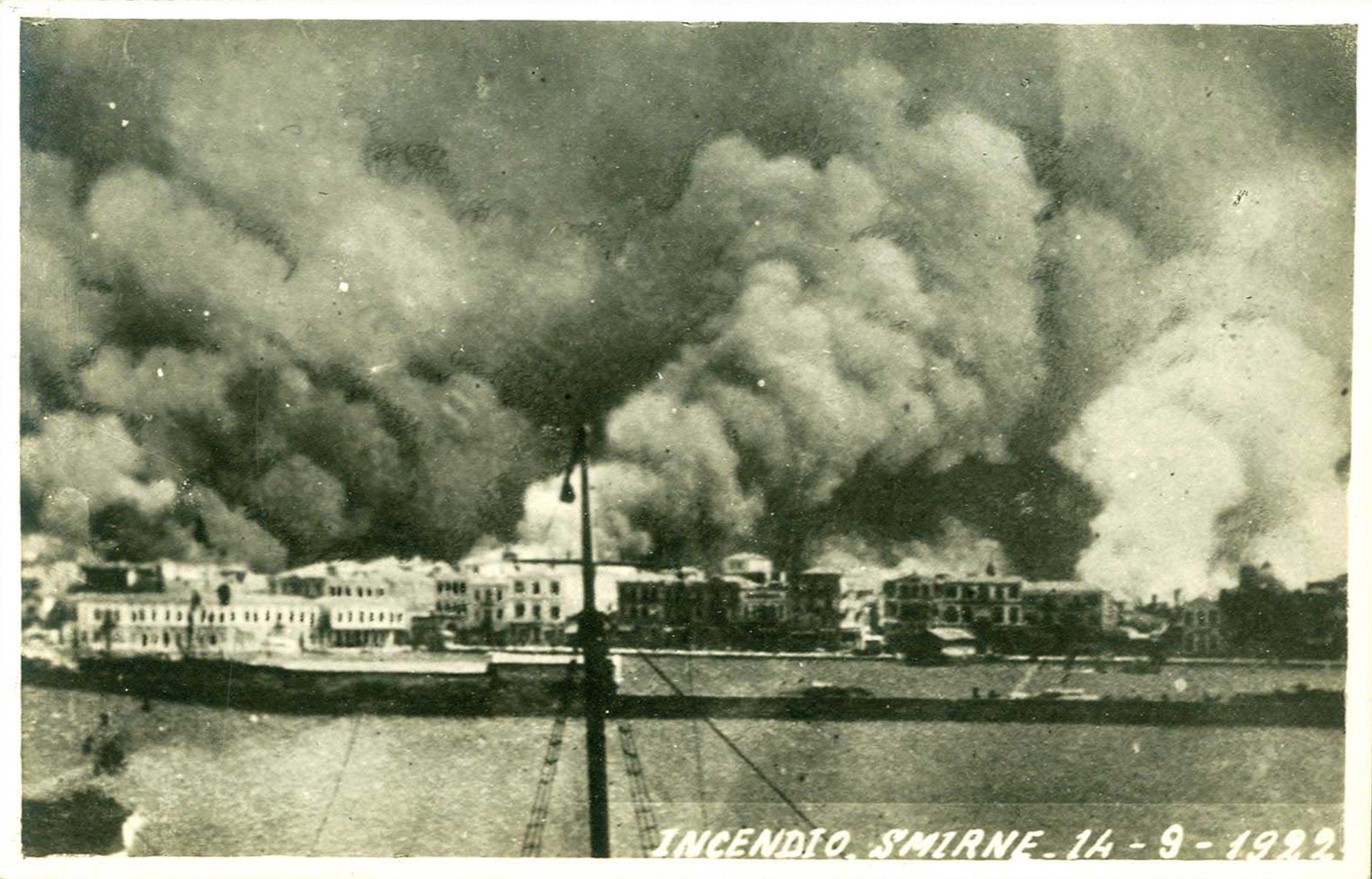
Foto del grande incendio di Smirne (1922)

Le truppe greche evacuarono Smirne il 9 settembre 1922 e una piccola forza alleata di inglesi entrò nella città per prevenire saccheggi e violenze. Il giorno successivo, Mustafa Kemal, alla guida di un certo numero di truppe, entrò in città e venne accolto da una folla turca entusiasta. Le atrocità commesse dalle truppe turche e irregolari contro la popolazione greca e armena si verificaro immediatamente dopo la presa di potere. In particolare, Chrysostomos, il vescovo ortodosso, fu linciato da una folla di cittadini turchi. Pochi giorni dopo, un incendio distrusse i quartieri greco ed armeno della città, mentre i quartieri turco ed ebraico rimasero intatti. La colpevolezza per l'incendio fu attribuita a tutti i gruppi etnici e la chiara colpa rimane sfuggente. Da parte turca - ma non tra i greci - gli eventi sono noti come la "Liberazione di Smirne".
L'evacuazione di Smirne da parte delle truppe greche pose fine alla maggior parte dei combattimenti su larga scala nella guerra greco-turca che fu formalmente conclusa con un armistizio e un trattato finale il 24 luglio 1923 attraverso il trattato di Losanna. Gran parte della popolazione greca venne inclusa nello scambio di popolazione del 1923 tra Grecia e Turchia, con la conseguente migrazione in Grecia e in altre parti.